# قاتشيان (مقاطعة ديواندرة)
قاتشيان (بالفارسية: قاچیان) هي قرية تقع في قسم زرينه الريفي (مقاطعة ديواندرة) في إيران. يقدر عدد سكانها بـ 134 نسمة بحسب إحصاء 2016.